# 珠固乡
珠固乡，是中华人民共和国青海省海北藏族自治州门源回族自治县下辖的一个乡镇级行政单位。

## 行政区划
珠固乡下辖以下地区：
玉龙村、东旭村、雪隆村、初麻院村、珠固寺村、元树村和德宗村。